# 中鸡镇
中鸡镇，是中华人民共和国陕西省榆林市神木市下辖的一个乡镇级行政单位。

## 行政区划
中鸡镇下辖以下地区：
中鸡村、纳林采当村、秦家圪达村、折家海子村、李家畔村、前鸡村、呼家塔村、壕赖村、托拉湾村、啊包也村、后鸡村、高家畔村、栅子沟村、纳林沟村、武成功村、束鸡河村、超害石梨村、创业村、木独石梨村、公格沟村、牛定壕村和宝刀石梨村。